# 富坂聰
富坂 聰（とみさか さとし、1964年 - ）は、日本のジャーナリスト、ノンフィクション作家。拓殖大学教授。国家基本問題研究所企画委員。

## 経歴
1964年、愛知県出身。1980年に単身台湾に渡る。中国語を勉強した後に、中国に留学。北京語言学院を経て、北京大学中文系に進む。1988年に北京大学中退後、週刊ポスト記者、週刊文春記者を経て、2002年にフリージャーナリストとして独立。中国情勢や中国問題に関する取材を中心に、インサイドレポートを発表している。週刊文春の記者時代の同僚にジャーナリストの中村竜太郎がいる。
1994年、『龍の伝人たち』（小学館）により21世紀国際ノンフィクション大賞（現・小学館ノンフィクション大賞）優秀賞受賞。文藝春秋、週刊文春、週刊ポストなどさまざまな雑誌メディアへの執筆活動の他、テレビ番組のコメンテーターも務める。2014年4月、拓殖大学海外事情研究所教授に就任。

## 主張
- 中国崩壊論寄りであったが2012年頃に転向し、その後は中国崩壊論に批判的である[4]。
- 「今日の香港、明日の台湾、明後日の沖縄」があったが、香港が呑み込まれてしまった現在では「今日の台湾は明日の日本」と言われるようになった[5]。ただし、リトアニアを例に出しこれは中国と台湾の経済援助対立であり、その意味で「反中のコスト」に関し、日本も考えるべきと主張した[5]。
- 中国のコロナ対策からは何も日本は学べず、日本は中国の情報も正しく伝わらないとしている[6]。

## 著書

### 単著
- 『「竜の伝人」たち 「天安門」後を生きる新中国人の実像』（1994年、小学館）
- 『中国語大人の会話集』（1995年、ナツメ社）
- 『北京「中南海」某重大事件』（1997年、講談社）
- 『潜入 在日中国人の犯罪』（2001年、文藝春秋→文春文庫）
- 『苛立つ中国』（2006年、文藝春秋→文春文庫）
- 『中国という大難』（2007年、新潮社→新潮文庫）
- 『中国ニセ食品のカラクリ』（2007年、角川学芸出版）
- 『ルポ 中国「欲望大国」』（2008年、小学館101新書）
- 『中国報道の「裏」を読め!』（2009年、講談社）
- 『平成海防論 国難は海からやってくる』（2009年、新潮社）
  - 『平成海防論 膨張する中国に直面する日本』（2014年、文春文庫）
- 『中国の地下経済』（2010年、文春新書）
- 『日本に群がる! 中国マネーの正体』（2011年、PHPビジネス新書）
- 『中国人民解放軍の内幕』（2012年、文春新書）
- 『中国を毒にするも薬にするも日本次第 幼稚な反中感情を排した中国論』飛鳥新社 2012年
- 『チャイニーズ・パズル 地方から読み解く中国・習近平体制』ウェッジ  2012年
- 『中国の破壊力と日本人の覚悟 なぜ怖いのか、どう立ち向かうか』朝日新書 2013年
- 『中国人は日本が怖い! 「反日」の潜在意識』飛鳥新社 2013年
- 『間違いだらけの対中国戦略 日本人だけが知らない中国の弱点』新人物往来社 2013年
- 『習近平と中国の終焉』角川SSC新書 2013年
- 『中国の論点』角川oneテーマ21 2014年
- 『中国汚染の真相 「水」と「空気」で崩れる中国』KADOKAWA 2014年
- 『中国は腹の底で日本をどう思っているのか メディアが語らない東アジア情勢の新潮流』PHP新書 2015年
- 『中国無秩序の末路 報道で読み解く大国の難題』角川oneテーマ21 2015年
- 『中国狂乱の「歓楽街」』KADOKAWA 2015年
- 『習近平の闘い 中国共産党の転換期』角川新書 2015年
- 『日本人が知らない中国人の不思議な生活』海竜社 2016年
- 『風水師が喰い尽くす中国共産党』角川新書 2016年
- 『トランプVS習近平 そして激変を勝ち抜く日本』KADOKAWA 2016年
- 『中国がいつまでたっても崩壊しない7つの理由 世界が見誤った習近平の冷徹な野望』ビジネス社 2017年
- 『感情的になる前に知らないと恥ずかしい中国・韓国・北朝鮮Q&A』講談社 2018年
- 『「米中対立」のはざまで沈む日本の国難 アメリカが中国を倒せない5つの理由』ビジネス社 2019年
- 『「反中」亡国論 日本が中国抜きでは生きていけない真の理由』ビジネス社 2021年
- 『それでも習近平政権が崩壊しない4つの理由』ビジネス社 2023年
- 『人生で残酷なことはドラゴンズに教えられた』小学館新書 2025年

### 共編著
- 『悪代官と宇宙ロケットのチャイナ 引き裂かれた「人民中国」の光と影』（2006年、洋泉社）共著：森一道、山本隆一、由井戸励
- 『中国官僚覆面座談会 お人好し日本人フォーエバー!』（2008年、小学館）-  司会・構成
- 『日中もし戦わば 緊迫シミュレーション』（2011年、文春新書）共著：マイケル・グリーン、張宇燕、春原剛
- 『比較で読み解く中国人とインド人』中島岳志共著  講談社  2012年
- 『内心、「日本は戦争をしたらいい」と思っているあなたへ』保阪正康,東郷和彦,宇野常寛,江田憲司,鈴木邦男,金平茂紀,松元剛共著 角川oneテーマ21 2013年

### 翻訳
- 郭源治『熱球 日本で愛され続けた台湾野球の風雲児が綴った「惜別の書」』（1997年、ザ・マサダ）
- 欧陽善『対北朝鮮・中国機密ファイル 来るべき北朝鮮との衝突について』（2007年、文藝春秋）
- 趙無眠『もし、日本が中国に勝っていたら』（2007年、文春新書）
- 綾野『中国が予測する"北朝鮮崩壊の日"』（2008年、文春新書）